# 稲葉襄
稲葉 襄（いなば のぼる、1914年2月15日 - 2006年1月8日）は、日本の経営学者。神戸大学名誉教授、広島経済大学名誉教授。経営学博士。専門は中小工業経営・家庭経済学・仏教的企業経営学。
神戸女子大学、武庫川女子大学、神戸女子薬科大学でも非常勤講師を務めた。

## 略歴
1914年、千葉県市原市舞鶴に生まれる。1931年、千葉県立大多喜中学校卒業。1934年、和歌山高等商業学校（現、和歌山大学経済学部）卒業。1937年、神戸商業大学 (旧制)（現神戸大学）卒業、同大学研究科に進学し、1939年修了。同年、和歌山高等商業学校講師に就任。1940年同校教授。
1944年軍需省軍需監理官、1946年商工省近畿地方商工局事務官を経て、同年、神戸経済大学附属経営学専門部講師・教授。1950年神戸大学経営学部助教授。1958年、同教授。1969年、同学部長・同大学院経営学研究科長に就任。1977年、神戸大学を停年退職、名誉教授、広島経済大学教授。1986年11月、勲二等瑞宝章を受章。
2006年1月8日、心不全にて死去。

### 禅との関わり
和歌山高等商業学校時代より参禅を重ね、1935年に神戸商大仏教青年会を再建し、1955年に神戸大学仏教青年会を再再建し、翌1956年に参禅団体の神戸大学般若団を創建し、春見文勝、西片義保に師事した。

## 著書
- 『家庭経済学』（中央経済社、1969年）
- 『西欧の工業経営』（中央経済社、1971年）
- 『経済学』（中央経済社、1971年）
- 『企業経営学要論』（中央経済社、1991年）
- 『家庭管理論 - 家庭経済学的研究』（中央経済社、1993年）
- 『企業経営学の哲学・本質・体系』（白桃書房、1996年）
- 『東洋的思考と企業経営』（三和書店、1999年）
- 『企業経営哲学 : 人生と企業経営』（文眞堂、2002年）
- 『「仏教的企業経営学」の思考 - 人生と企業経営』（襄山会、2005年）

### 博士論文
- 『中小工業問題の展開過程』（1962年、神戸大学）

### 著作集
- 『著作集中小工業経営学』1-6,8-10（森山書店、1973年-）
- 『経営と人生 - 稲葉襄著作集』1-6（中央経済社、1988年-）

### 編著
- 『仏教とマルキシズム』（創元社、1966年）
- 『禅 - その思想と哲学』（創元社、1966年）
- 『禅と学生』（創元社、1967年）

### 共著
- 『家庭経済』（稲葉百合子との共著、光生館、1955年）

### 監訳
- 『フォード経営 - フォードは語る』（ヘンリー・フォード著、東洋経済新報社、1968年）

### 論文
- CiNii>稲葉襄

## 弟子
宗像正幸（神戸大学名誉教授）、山下哲（大阪産業大学教授）、戸田千之（広島経済大学名誉教授）、篠崎恒夫（小樽商科大学名誉教授）、近藤義晴（神戸市外国語大学教授）などがいる。「襄山会」という一門会が組織されている。